# Подура модринова
Подура модринова (Anurophorus laricis) — вид колембол з родини ізотомід (Isotomidae). Вид поширений в Європі та Північній Америці.

## Опис
Невеликий вид, завдовжки до 1,8 мм, темного забарвлення. Він не має фурки та емподіального придатка на ніжці. Кожна гомілка має кілька булавоподібних щетинок.